# Clubiona longipes
Clubiona longipes là một loài nhện trong họ Clubionidae.
Loài này thuộc chi Clubiona. Clubiona longipes được Hercule Nicolet miêu tả năm 1849.